# Incidente del Let L-410 di Filair del 2010
Il 25 agosto 2010, un Let L-410 Turbolet della Filair precipitò durante l'avvicinamento all'aeroporto di Bandundu, nella Repubblica Democratica del Congo, provocando la morte di tutte le 21 persone a bordo, tranne una.
L'incidente sarebbe stato causato dalla corsa degli occupanti verso la parte anteriore dell'aereo per sfuggire a un coccodrillo portato di nascosto a bordo da uno dei passeggeri. Il movimento compromise l'equilibrio dell'aereo al punto che i piloti ne persero il controllo.

## L'aereo
Il velivolo coinvolto era un Let L-410 Turbolet del 1991, con immatricolazione congolese 9Q-CCN, numero di costruzione 912608. Normalmente trasporta fino a 19 passeggeri. L'aereo in questione era precedentemente immatricolato ES-LLB ed era stato operato da Airest, una compagnia aerea estone, fino al 2007. Era stato immagazzinato fino all'acquisto da parte di Filair nel 2009.

## L'incidente
L'aereo stava effettuando un volo nazionale di andata e ritorno da Kinshasa, Repubblica Democratica del Congo, con scali a Kiri, Bokoro, Semendwa e Bandundu. Alle 13:00 ora locale (12:00 UTC), mentre era in fase di avvicinamento finale all'aeroporto di Bandundu, l'aereo precipitò contro una casa a circa un chilometro dalla pista. Secondo la maggior parte delle fonti, nessuno rimase ferito a terra. 19 persone morirono sul colpo, mentre due sopravvissuti vennero portati in ospedale, uno dei quali morì per le ferite riportate. Delle 21 persone a bordo, solo una, un passeggero, sopravvisse. La maggior parte dei morti erano congolesi. Non ci fu alcun incendio dopo l'impatto, una circostanza che portò a speculazioni sul fatto che il velivolo potesse aver subito un esaurimento del carburante.

## Le indagini
Il Ministero dei Trasporti congolese aprì un'inchiesta sull'incidente. Venne confermato che la carenza di carburante non aveva causato l'incidente.
L'unico sopravvissuto all'incidente dichiarò agli inquirenti che un coccodrillo, nascosto in un borsone da uno dei passeggeri, era scappato poco prima dell'atterraggio, scatenando il panico tra i passeggeri. L'assistente di volo si era precipitato verso la cabina di pilotaggio, seguita da tutti i passeggeri, e il conseguente spostamento del centro di gravità dell'aereo aveva portato a una perdita di controllo irrecuperabile. Il coccodrillo sarebbe sopravvissuto all'incidente, ma poi ucciso dalle autorità con un colpo di machete.